# 禁じられた夜
| 専門評論家によるレビュー | 専門評論家によるレビュー |
| レビュー・スコア         | レビュー・スコア         |
| 出典                     | 評価                     |
| ------------------------ | ------------------------ |
| Allmusic                 | [ 1 ]                    |
| Robert Christgau         | B−                       |

『禁じられた夜』 (Hi Infidelity) は、1980年にリリースされたREOスピードワゴンによる9枚目のスタジオアルバム。1981年には最も売り上げ枚数の多いロックLPとなり、最終的に1000万枚以上を売り上げることとなった。アルバムからリリースされたシングル6曲はそれぞれチャートでヒットしている。「キープ・オン・ラヴィング・ユー」はバンド初の全米1位のヒットとなり、「テイク・イット・オン・ザ・ラン」は5位に達した。アルバムのタイトルはオーディオ用語で「高再現性」を意味するHigh Fidelity(Hi-Fi)のもじり（接頭辞 in- は打消しを意味し、"infidelity"は「不誠実」、「不貞」を意味する語）であり、カバーアートは、男性がHi-FiステレオにレコードLPを置いている間に、浮気が行われているというイラストになっている。
2004年10月、バンドはXMラジオ「Then Again Live」スペシャルにおいて、このアルバムの始めから終わりまでのライブを録音した。
2011年7月21日、ソニーミュージックは、ボーナスデモトラックを加えたアルバムの30周年記念エディションをリリースした。

## 収録曲

### A面
1. ドント・レット・ヒム・ゴー - Don't Let Him Go
演奏時間: 3:47 ／ 作曲: ケヴィン・クローニン
2. キープ・オン・ラヴィング・ユー - Keep On Loving You
演奏時間: 3:22 ／ 作曲: クローニン
3. フォロウ・マイ・ハート - Follow My Heart
演奏時間: 3:50 ／ 作曲: ゲイリー・リッチラス、トム・ケリー
4. 涙のレター - In Your Letter
演奏時間: 3:17 ／ 作曲: リッチラス
5. テイク・イット・オン・ザ・ラン - Take It on the Run
演奏時間: 3:59 ／ 作曲: リッチラス

### B面
1. タフ・ガイズ - Tough Guys
演奏時間: 3:50 ／ 作曲: クローニン
2. アウト・オブ・シーズン - Out of Season
演奏時間: 3:07 ／ 作曲: クローニン、ケリー
3. シェイキン・イット・ルース - Shakin' It Loose
演奏時間: 2:25 ／ 作曲: リッチラス
4. サムワン・トゥナイト - Someone Tonight
演奏時間: 2:40 ／ 作曲: ブルース・ホール
5. アイ・ウィッシュ・ユー・ワー・ゼア - I Wish You Were There
演奏時間: 4:28 ／ 作曲: クローニン

## 担当
REOスピードワゴン
- ケヴィン・クローニン - アコースティックギター、ギター、ピアノ、リズムギター、ヴォーカル、バッキングヴォーカル、コーラス
- ゲイリー・リッチラス - ギター、エレクトリックギター、ヴォーカル、12弦ギター
- ニール・ドーティ - オルガン、シンセサイザー、ピアノ、キーボード、ハモンドオルガン
- アラン・グラッツァー - ドラム、タンバリン、バッキングヴォーカル
- ブルース・ホール - ベース、ギター、ヴォーカル、リードヴォーカル

アディショナルメンバー
- He-Man Broken Hearts Club Choir - コーラス
- リチャード・ペイジ - ヴォーカル、バッキングヴォーカル、コーラス
- N・ヨレッタ - ヴォーカル、バッキングヴォーカル、コーラス
- スティーヴ・フォーマン - パーカッション
- トム・ケリー - ヴォーカル、バッキングヴォーカル、コーラス

## プロダクション
- プロデューサー: ケヴィン・ビーミッシュ、ケヴィン・クローニン、アラン・グラッツァー、ゲイリー・リッチラス
- エンジニア: ケヴィン・ビーミッシュ
- アシスタントエンジニア: トム・トム・カミングス
- マスタリング: ケント・ダンカン、グレッグ・フルージニティ&ジョー・ハッシュ
- リマスタリング: ジョセフ・M・パルマシオ
- リシュープロデューサー: アル・クァリエリ
- リマスタリングスーパーヴァイザー: ローラ・グローヴァー
- アレンジャー: ケヴィン・クローニン
- プログラミング: ケヴィン・クローニン
- リリックアシスタント: ケヴィン・クローニン
- アートダイレクション: コシュ
- デザイン: ボビー・ゴールデン、コシュ
- フォトグラファー: アーロン・ラポポート
- ライティングデザイン: ボビー・ゴールデン

## アルバムカタログ番号
- オリジナルLPカタログ番号: エピック・レコード FE 36844
- 2000年CDリマスタリングカタログ番号: エピック・レコード/レガシー・レコーディングス EK 61614
- 2011年CD30周年記念エディションカタログ番号: エピック・レコード/レガシー・レコーディングス 88697695792

## チャート
アルバム - Billboard (北アメリカ)
| 年   | チャート      | 順位       |
| ---- | ------------- | ---------- |
| 1981 | Billboard 200 | 1 (15週間) |

シングル - Billboard (北アメリカ)
| 年   | シングル                       | チャート               | 順位 |
| ---- | ------------------------------ | ---------------------- | ---- |
| 1981 | ドント・レット・ヒム・ゴー     | メインストリームロック | 11   |
| 1981 | ドント・レット・ヒム・ゴー     | ポップシングルス       | 24   |
| 1981 | 涙のレター                     | ポップシングルス       | 20   |
| 1981 | キープ・オン・ラヴィング・ユー | メインストリームロック | 9    |
| 1981 | キープ・オン・ラヴィング・ユー | ポップシングルス       | 1    |
| 1981 | アウト・オブ・シーズン         | メインストリームロック | 59   |
| 1981 | テイク・イット・オン・ザ・ラン | メインストリームロック | 6    |
| 1981 | テイク・イット・オン・ザ・ラン | ポップシングルス       | 5    |
| 1981 | タフ・ガイズ                   | メインストリームロック | 25   |